# Terra Nova do Norte
Terra Nova do Norte là một đô thị thuộc bang Mato Grosso, Brasil. Đô thị này có diện tích 2302,332 km², dân số năm 2007 là 14424 người, mật độ 6,26 người/km².